# 国家安全局 (中華民国)
国家安全局（繁体字中国語: 國家安全局）とは、中華民国政府の情報機関。

## 歴史
1955年3月1日に国防会議に属する形で設立され、1967年に国防会議が解消、国家安全会議が設立されると、国家安全会議の直属組織として改組された。1993年12月30日、国家安全会議組織法及び国家安全局組織法が公布されるに至り、翌年1月1日に正式な政府機関として制度化された。
2005年2月5日、国家情報工作法が施行され、中華民国の各情報機関の活動の法的根拠が整備された。

## 機構
- 第一処：国際情報工作
- 第二処：中国地区情報工作
- 第三処：台湾本国地区安全情報工作
- 第四処：国家戦略情報研究・分析工作
- 人事処
- 会計処
- 政風処
- 秘書室
- 資訊室
- 総務室
- 特種勤務指揮中心：総統・副総統等の警護
- 電訊科技中心：科学技術情報
- 訓練中心：教育訓練
- 公共関係室：国会との連絡及びマスコミとの連繋工作
- 督察室：内部防諜工作
- 公開情報中心：公開情報の収集（OSINT）

## 歴代局長
1. 鄭介民（1955年3月－1959年） - 陸軍大将
2. 陳大慶（1959年－1964年7月） - 陸軍大将
3. 夏季屏（1964年7月－1967年7月） - 陸軍中将
4. 周中峰（1967年7月－1972年7月） - 陸軍中将
5. 王永澍（1972年7月－1981年12月） - 陸軍中将
6. 汪敬煦（1981年12月－1985年12月） - 陸軍大将
7. 宋心濂（1985年12月－1993年7月） - 陸軍大将
8. 殷宗文（1993年－1999年） - 陸軍大将
9. 丁渝洲（1999年－2001年） - 陸軍大将
10. 蔡朝明（2001年－2004年3月） - 最初の台湾籍局長、予備役中将
11. 薛石民（2004年3月－2007年2月） - 陸軍大将
12. 許恵祐（2007年2月－2008年6月） - 最初の文民局長
13. 蔡朝明（2008年6月－2009年） - 再任
14. 蔡得勝（2009年5月－2014年5月） - 2009年3月-4月の代理局長、予備役中将
15. 李翔宙（2014年5月－2015年7月） - 陸軍大将
16. 楊国強（2015年7月－2016年10月） - 予備役中将
17. 彭勝竹（2016年10月－） - 最初の空軍出身局長、予備役大将
18. 柯承亨（2019年7月24日－2019年7月25日）
19. 邱国正（2019年7月26日－2021年2月19日）
20. 陳明通（2021年2月19日[1]－）